# Padre Casares
Padre Casares fou una sèrie de televisió emesa per TVG a Galícia entre el 15 de gener de 2008 i el 28 de setembre de 2015. Estava escrita per Carlos Portela i produïda per Voz Audiovisual.
Va ser un dels espais amb més audiència de la cadena durant la seva emissió. Els exteriors es van rodar a Santaia de Liáns (Oleiros), Redes (Ares) i Santiago de Compostel·la.

## Argument
Horacio Casares és un sacerdot modern que acaba de sortir del seminari i arriba a Louredo, un municipi mariner de 1.000 habitants, en substitució de Don Crisanto, un mossèn vell que portava tota la vida a càrrec de la parròquia. Aquesta situació li comportarà algun problema d'adaptació.

## Personatges
- Pedro Alonso és Horacio Casares, nou mossèn.
- Antonio Durán "Morris" és Delmiro Ferreira Iglesias, alcalde.
- Tuto Vázquez i Gonzalo Rei Chao són Don Crisanto Amancio Peña, mossèn vell.
- Xaquín Domínguez és Rodrigo Álvarez do Val, mossèn.
- Mercedes Castro és Amelia, governanta.
- Eva Fernández és Maite Costas, animadora sociocultural.
- Federico Pérez és Josito Raña Vázquez, conserge de l'ajuntament.
- Fina Calleja és Moncha Raña Vázquez, dona de l'alcalde i beata.
- Ana Santos és Elsa, pastora i beata.
- Covadonga Berdiñas és Puri, beata.
- Patricia Vázquez és Lidia Seoane, mestressa del bar i beata.
- Tacho González és Sindo, amo del bar.
- Avelino González és Miñato.
- Xosé Manuel Olveira "Pico" és el bisbe Xosé Nogueira.
- Xavier Estévez és Urbano, policia.
- Mon Santiso és Sabino, policia.
- Beatriz Bravo és Fina, filla de Puri.
- Xosé Antonio Touriñán és Rodolfo, fill de Puri.
- Iolanda Muíños és la germana Preciosa, neboda de Don Crisanto.
- Xosé Luís Bernal “Farruco” és Camilo, doctor.
- María Vázquez és Iria, professora.
- Isabel Risco és Cecilia, sagristana.
- Alejandro Carro és Santi, sagristà.
- María Tasende és Ana, neboda d'Amelia i dona de David.
- Omar Rabuñal és David Ferreira, fill de Delmiro i Moncha.
- Carolina Vázquez és Conchita de Tapeirán.

## Emissió a altres comunitats
La sèrie es va emetre a Telemadrid i Castilla-La Mancha Televisión doblada al castellà. A més, es van realitzar adaptacions a l'IB3 (Mossèn Capellà), Canal 9 (Senyor retor) i Canal Sur (Padre Medina).